# Le Villey
Le Villey település Franciaországban, Jura megyében. Lakosainak száma 92 fő (2022. január 1.). Le Villey Chemenot, Francheville, La Charme, Chaumergy, Foulenay és Vers-sous-Sellières községekkel határos.

## Népesség
A település népességének változása:
| Lakosok száma | 120  | 83   | 101  | 76   | 83   | 86   | 89   | 88   | 89   | 92   |
|               | 1968 | 1982 | 1990 | 2006 | 2013 | 2015 | 2017 | 2019 | 2020 | 2022 |